# Gynoplistia (Gynoplistia) insolita
Gynoplistia (Gynoplistia) insolita is een tweevleugelige uit de familie steltmuggen (Limoniidae). De soort komt voor in het Australaziatisch gebied.